# 19.30

Logo der Nachrichtensendung 19.30

19.30 (Eigenschreibweise stilisiert als i9.30) ist die Hauptnachrichtensendung des polnischen Fernsehens, produziert von Telewizja Polska (TVP) und ausgestrahlt auf den Kanälen TVP1, TVP Polonia, TVP Info und TVP Wilno. Die Hauptausgabe wird täglich um 19:30 Uhr gesendet. Sie feierte ihre Premiere am 21. Dezember 2023 und löste die Sendung Wiadomości (deutsch: Nachrichten) ab, die wegen Verstößen gegen die journalistischen Grundsätze der Sachlichkeit und Fairness und nach Änderungen des Managements bei TVP einen Tag zuvor abgesetzt worden war. Der Hauptmoderator von 19.30 ist der polnische Journalist Marek Czyż.

## Ursprungsgeschichte
Am 19. Dezember 2023 verabschiedete der Sejm der Republik Polen eine Resolution zur Wiederherstellung der Rechtsordnung sowie der Unparteilichkeit und Zuverlässigkeit der öffentlichen Medien. 244 Abgeordnete stimmten für die Resolution, 84 dagegen und 16 enthielten sich der Stimme. Am selben Tag ernannte der Minister für Kultur und nationales Erbe, Bartłomiej Sienkiewicz, neue Aufsichtsräte für Telewizja Polska, Polskie Radio und die Polnische Presseagentur, die neue Vorstände für die Unternehmen einsetzten. Im Zuge der polnischen Medienreform 2023 wurde am 20. Dezember um 11:18 Uhr die Ausstrahlung des Kanals TVP Info eingestellt, der immer mehr zum Propagandakanal der von 2015 bis 2023 regierenden nationalkonservativen Partei PiS geworden war. Außerdem wurde vorübergehend anstelle von TVP3 das Signal von TVP2 ausgestrahlt. Die Mitarbeiter von TVP Info versuchten zunächst, live auf Facebook und YouTube zu senden, diese Kanäle wurden jedoch abgeschaltet.
Einige Juristen wiesen darauf hin, dass solche Maßnahmen des Kulturministers aufgrund des polnischen Handelsgesetzbuches (Kodeks spółek handlowych) möglich sind, da es keine legale Körperschaft gibt, die TVP als Mehrheitsaktionär vertreten könnte. Die Dienstvorschriften des Rats Nationaler Medien (Rada Mediów Narodowych) wurden vom Verfassungsgericht für verfassungswidrig erklärt, somit konnte weder dieser Rat noch der Nationale Rundfunkrat (Krajowa Rada Radiofonii i Telewizji) die Aktionäre der TVP vertreten.
Am 20. Dezember um 19:30 Uhr sendete TVP1 anstelle der nächsten Ausgabe der Wiadomości eine Erklärung von Marek Czyż, die übersetzt folgendes Zitat beinhaltet:

„Guten Tag. Wie Sie sicherlich bemerkt haben, hat es einige Veränderungen gegeben, daher verlangen Sie mit Recht eine Erklärung. Also lassen Sie mich erklären. Keinem polnischen Bürger, der den Betrieb des öffentlichen Fernsehens finanziert, ist es zumutbar, sich irgendeine Propaganda anzuhören. Jeder polnische Bürger, der die öffentlichen Medien finanziert, hat das Recht, von ihnen zuverlässige, professionelle und wahrheitsgemäße Informationen zu verlangen. Deshalb schlage ich Ihnen, wie ich denke, einen fairen Deal vor – ab morgen werden Ihnen die Nachrichten [„Wiadomości“] ein Foto der Welt und des Tages präsentieren. Mit allem, was dazu gehört. Ein Foto, kein Gemälde. Denn das ist nicht dasselbe. Das Gemälde in diesen Studios wurde acht Jahre lang ausschließlich mit sorgfältig ausgewählten Farben gemalt. Und ich versichere Ihnen, dass dies gerade zu Ende geht. Anstelle von Propagandasuppe möchten wir Ihnen klares Wasser anbieten. Nicht weil es edel ist, sondern weil es keinen aufdringlichen Geschmack hat. Und ich verspreche Ihnen, dass es gerade jetzt beginnt. Heute wird es keine „Wiadomości“ geben, aber morgen werden wir Ihnen ein Nachrichtenprogramm von Telewizja Polska liefern, zuverlässig um 19:30 Uhr. Mein Name ist Marek Czyż, und ich lade Sie herzlich ein.“

Am 21. Dezember um 19:30 Uhr begann die tägliche 30-minütige Ausstrahlung der Sendung 19.30. Sie wird von Marek Czyż und seit dem 23. Dezember auch von Joanna Dunikowska-Paź moderiert. Czyż arbeitete in der TVP bereits vor der Regierungszeit der PiS, wurde dann aber entlassen. Er unterstützt die Rückverwandlung der Rundfunklandschaft in ein pluralistisches Medienangebot öffentlichen Rechts.

## Moderatoren der Nachrichtensendung
- Marek Czyż (ab 21. Dezember 2023)
- Joanna Dunikowska-Paź (ab 23. Dezember 2023)
- Zbigniew Łuczyński (ab 30. Dezember 2023)
- Monika Sawka (ab 2. Februar 2024)

## Produktion
Die Sendung wird vorübergehend außerhalb des Hauptsitzes der Fernsehinformationsagentur am Powstańców Warszawy-Platz in Warschau vorbereitet. Die Redaktion nutzt die Räumlichkeiten von TVP Sport und TVP World in der TVP-Zentrale in der ul. Woronicza, während sich das Sendestudio in den ersten Sendetagen in einer von ZPR Media gemieteten Einrichtung in der ul. Wał Miedzeszyński befand. Vom 30. Dezember 2023 bis 29. September 2024 befand sich das Sendestudio im TVP World-Studio in der Woronicza-Straße.
Am 13. Mai 2024 wurde das Programm einer visuellen Neugestaltung unterzogen, indem einige grafische Elemente geändert wurden.
Am 29. September wurde das Ende der Sendung aus dem neuen Studio TVP Info (S-11) ausgestrahlt, und seit dem 30. September 2024 wird sie von dort in voller Länge ausgestrahlt.

## Nachmittagsausgabe
Im August 2024 wurde bekanntgegeben, dass die Sendung am 9. September 2024 eine Nebenausgabe mit dem Titel 14.30 erhalten wird, die werktags um 14:30 Uhr auf TVP Info ausgestrahlt wird.

## Rezeption
Medienberichten zufolge wurde die Erstausstrahlung der Sendung 19.30 am 21. Dezember 2023 von über 4 Millionen Zuschauern gesehen.